# Johnny Lightning
Johnny Lightning is een Amerikaanse fabrikant van modelauto's, voornamelijk op een schaal van 1:64. De firma was tot recent in handen van de firma Playing Mantis, maar tegenwoordig onderdeel van RC2, bekend van Racing Champions.
Het merk werd al in de jaren 60 opgericht, maar kende slechts relatief weinig succes. In 1970 en 1971 besloot men raceauto's te sponsoren en de verkopen stegen enorm. Men verkocht de modellen als "snelste speelgoedauto's ter wereld". In 1971 werd de directeur van fraude beschuldigd, maar later werd deze beschuldiging ingetrokken. Op dat moment was de firma echter al failliet. In 1994 werd de merknaam gekocht en begon men weer modelauto's onder de merknaam te verkopen, aanvankelijk met weinig succes. Tegenwoordig zijn de modellen geliefd, zeker in de VS waar er verzamelclubs zijn. Ook in Europa kent het merk fans.
Johnny Lightning maakt gedetailleerde modellen van auto's. Sommige daarvan zijn auto's uit films, zoals:
- Herbie
- Ghostbusters
- James Bond (alle films!)

Maar er bestaan ook auto's uit televisieseries, zoals Buffy the Vampire Slayer.
Ook maakt men auto's met een iets gewonere afkomst. Zo is hun serie Engelse sportwagens zeer gewild. Ook de Japanse import doet het goed. Natuurlijk heeft JL flink wat 'American Muscle' in zijn gamma.
Abrex ·
Action ·
Agat ·
AHC Models ·
Amalgam ·
AWM ·
Apek ·
Artitec ·
Aurometal ·
Autoart ·
B-A-C ·
Bandai ·
Barlux ·
Best box ·
Bburago ·
BGM ·
Biante ·
Blue Box ·
Brami ·
Brekina ·
Britains ·
Buby ·
Budgie ·
Bymo ·
Cararama ·
Carex ·
Carisma ·
Carson ·
Charbens ·
Champion ·
CM's ·
Compact Specials Europe ·
Conrad ·
Corgi ·
Darda ·
DeAgostini ·
De Backer ·
Diamond Label ·
Dinky Toys ·
Doorkey ·
Edocar ·
Efsi ·
Eko ·
Elekon ·
Eligor ·
Ellas ·
ERTL ·
Espewe ·
Estetyka ·
Exoto ·
Faller ·
Galgo ·
Gama ·
Gasquy ·
Gisima ·
GMP ·
Greenlight ·
Grell ·
Guiloy ·
Guisval ·
Hasegawa ·
Herpa ·
Highspeed ·
Holland Oto ·
Hongwell ·
Hot Wheels ·
Husky ·
Igra ·
Italeri ·
J.M.K. ·
Jada Toys ·
Joal ·
Johnny Lightning ·
Jouef ·
Joy city ·
Kaden ·
KEES ·
Kenner ·
Kentoys ·
Konami ·
KOVAP ·
Kyosho ·
LEGO ·
Lesney ·
Limocars ·
Lion Toys ·
Lledo ·
Lone Star ·
Maisto ·
Majorette ·
Märklin ·
Marx ·
Matchbox ·
Mebetoys ·
Mercury ·
Metchy ·
Miho ·
Miniauto ·
MiniChamps ·
Mira ·
Monogram ·
Monti System ·
Morestone ·
MotorMax ·
Muky ·
Neo Scale Models ·
New Ray ·
Norev ·
Norscot ·
Novoexport ·
NZG ·
Onyx ·
Oxford Diecast ·
Permot ·
Pilen ·
Pioneer ·
Plasticart ·
Playart ·
Pocher ·
Poliguri ·
Polistil ·
Politoys ·
Portegies ·
Premium Classixxs ·
Racing Champions ·
Radon ·
Rainbow Toys ·
R.A.M.I. ·
Realtoy ·
Real-X ·
Redbox ·
REI ·
Replicars ·
Retro 43 ·
Revell ·
Rietze ·
Rivarossi ·
Road Signature ·
Roco ·
Ros ·
RW Modell ·
Sablon ·
Safir ·
Schabak ·
Schuco ·
SEBA ·
Septoy ·
Shelby Collectables ·
SIKU ·
Směr ·
Solido ·
Spark ·
Speedy ·
Summer ·
Tamiya ·
Tantal ·
Tekno ·
Tematoys ·
Tin Toys ·
Tomica ·
Tonka ·
Tootsietoy ·
Tuf Tots ·
Universal Hobbies ·
Valvoline ·
Vemi ·
Welly ·
Wiking ·
Winner ·
Wörlein ·
WSI ·
X-concepts ·
Yatming ·
Yaxon ·
Yow Modellini ·
Zee toys ·
Zylmex